# La electrificación total de México acabará con la miseria del pueblo
La electrificación total de México acabará cono la miseria del pueblo es un mural inacabado de David Siqueiros y Josep Renau para el Sindicato Mexicano de Electricistas, que tenía que ubicarse en cuatro paredes del hall de la sede del sindicato. El mural se tenía que realizar a continuación de Retrato de la Burguesía, y se conservan muchos de los materiales preparatorios.
También se ha conocido como La marcha del proletariado.